# Navă spațială autoreplicantă
Conceptul de navă spațială autoreplicantă, așa cum a fost imaginat de matematicianul John von Neumann, a fost descris de futuriști și a fost discutat într-o gamă largă de romane și povestiri științifico-fantastice. O sondă autoreplicantă este o subcategorie de nave spațiale autoreplicante, cu scopul de a aduna informații sau de a observa, și este uneori numită sondă von Neumann. Navele spațiale autoreplicante imită caracteristicile organismelor vii sau ale virușilor.

## Teorie
Von Neumann susținea că cel mai eficient mod de a efectua operațiuni de minat pe scară largă, cum ar fi exploatarea unei întregi luni sau centuri de asteroizi, ar fi prin intermediul navelor spațiale autoreplicante, profitând de creșterea exponențială a acestora. În teorie, o navă spațială autoreplicantă ar putea fi trimisă într-un sistem planetar învecinat, unde ar căuta materii prime (extrase din asteroizi, luni, giganți gazoși etc.) pentru a crea replici ale sale. Aceste replici ar fi apoi trimise către alte sisteme planetare. Sonda „mamă” originală își poate urmări apoi scopul principal în cadrul sistemului stelar. Această misiune variază mult în funcție de varianta de navă stelară autoreplicantă propusă.
Având în vedere acest model și asemănarea sa cu modelele de reproducere ale bacteriilor, s-a subliniat faptul că mașinile von Neumann ar putea fi considerate o formă de viață. În povestirea sa „Lungfish”, David Brin abordează această idee, arătând că mașinile autoreplicante lansate de specii diferite ar putea de fapt să concureze între ele (într-o manieră darwinistă) pentru materie primă sau chiar să aibă misiuni contradictorii. Având în vedere o varietate suficientă de „specii”, acestea ar putea chiar forma un tip de ecologie sau - în cazul în care ar avea și o formă de inteligență artificială - o societate. Ele pot chiar suferi mutații de-a lungul a mii de „generații”.
Prima analiză inginerească cantitativă a unei astfel de nave spațiale a fost publicată în 1980 de Robert Freitas, în care proiectul nereplicant Project Daedalus a fost modificat pentru a include toate subsistemele necesare pentru autoreplicare. Strategia proiectului a fost de a utiliza sonda pentru a livra o „fabrică-sămânță” cu o masă de aproximativ 443 de tone într-un loc îndepărtat. Fabrica-sămânță ar produce multe copii ale sale pentru a-și crește capacitatea totală de producție pe o perioadă de 500 de ani și apoi de a utiliza complexul industrial automatizat rezultat pentru a construi mai multe sonde cu o singură fabrică-sămânță la bordul fiecăreia.
S-a teoretizat că o navă stelară autoreplicatoare care utilizează metode teoretice relativ convenționale de călătorie interstelară (adică, fără propulsie exotică superluminică și viteze limitate la o „viteză medie de croazieră” de 0,1c) s-ar putea răspândi într-o galaxie de mărimea Căii-Lactee în doar jumătate de milion de ani.

## Aplicații
Detaliile misiunii navelor stelare autoreplicante pot varia foarte mult de la o propunere la alta, iar singura trăsătură comună este natura autoreplicantă.

### Sondă von Neumann
O sondă von Neumann este o navă spațială capabilă să se autoreplice și să facă observații sau să analizeze diverse obiecte de interes. Este o concatenare a două concepte: un constructor universal von Neumann (mașină care se autoreplică) și o sondă (un instrument pentru a explora sau examina ceva). Conceptul poartă numele matematicianului și fizicianului american John von Neumann, care a studiat cu rigurozitate conceptul de mașini autoreplicante pe care le-a numit „asamblori universali” și care sunt adesea denumite „mașini von Neumann”. Astfel de construcții ar putea fi teoretizate să cuprindă cinci componente de bază (variații ale acestui șablon ar putea crea alte mașini, cum ar fi sonda Bracewell):
- Sonda: componentă care ar conține instrumentele de sondare propriu-zise și inteligența artificială orientată către obiective pentru a ghida construcția.
- Sisteme de susținere a vieții: mecanisme de reparare și întreținere a construcției.
- Fabrica: mecanisme de recoltare a resurselor și de replicare.
- Bănci de memorie: stochează programele pentru toate componentele sale și informațiile obținute de sondă.
- Motorul: motor pentru deplasarea sondei.

### Sondă Berserker
O variantă a navei stelare autoreplicante este tipul Berserker. Spre deosebire de conceptul de sondă benignă, Berserkerii sunt programați să caute și să extermine forme de viață și exoplanete purtătoare de viață ori de câte ori acestea sunt întâlnite.
Numele este derivat din seria de romane Berserker de Fred Saberhagen, care descrie un război între omenire și astfel de mașini. Saberhagen subliniază (prin intermediul unuia dintre personajele sale) că navele de război Berserker din romanele sale nu sunt mașini von Neumann în sine, dar complexul mai larg de mașini Berserker - inclusiv șantierele navale automatizate - constituie o mașină von Neumann. Acest lucru aduce din nou în discuție conceptul unei ecologii a mașinilor von Neumann, sau chiar al unei entități stup von Neumann.
În ficțiune se speculează că Berserkerii ar putea fi creați și lansați de o civilizație xenofobă (vezi Anvil of Stars, de Greg Bear) sau ar putea teoretic „muta” de la o sondă mai benignă. De exemplu, o navă von Neumann proiectată pentru procese de terraformare - exploatarea minieră a suprafeței unei planete și ajustarea atmosferei acesteia la condiții mai prietenoase pentru umanitate - ar putea fi interpretată ca atacând planete locuite anterior, ucigându-le locuitorii în procesul de schimbare a mediului planetar și apoi autoreplicându-se pentru a trimite mai multe nave care să „atace” alte planete.

### Replicarea navelor semănătoare
O altă variantă a ideii de navă stelară autoreplicantă este cea a „navei semănătoare”. Astfel de nave stelare ar putea stoca modelele genetice ale formelor de viață de pe lumea lor de origine, poate chiar ale speciei care le-a creat. La găsirea unei exoplanete locuibile sau chiar a uneia care ar putea fi terraformată, nava ar încerca să reproducă astfel de forme de viață - fie din embrioni stocați, fie din informații stocate folosind nanotehnologie moleculară pentru a construi zigoți cu informații genetice variate din materii prime locale.
Astfel de nave ar putea fi nave de terraformare, pregătind lumi-colonie pentru colonizarea ulterioară de către alte nave, sau - dacă ar fi programate să recreeze, să crească și să educe indivizi din specia care le-a creat - colonizatori autoreplicanți. Navele semănătoare ar fi o alternativă la navele de generație ca modalitate de colonizare a lumilor prea îndepărtate pentru a fi vizitate într-o singură viață.